# Hemisodorcus nepalensis
Hemisodorcus nepalensis es una especie de coleóptero de la familia Lucanidae.

## Distribución geográfica
Habita en Pakistán, Uttar Pradesh, Sikkim, Darjeeling, Assam, Nepal y Bután.